# Jack Le Goff
Louis Jean Le Goff –conocido como Jack Le Goff– (Alenzón, 8 de abril de 1931-Saumur, 24 de julio de 2009) fue un jinete francés que compitió en la modalidad de concurso completo. Participó en dos Juegos Olímpicos de Verano en los años 1960 y 1964, obteniendo una medalla de bronce en Roma 1960 en la prueba por equipos.

## Palmarés internacional
| Juegos Olímpicos | Juegos Olímpicos | Juegos Olímpicos  | Juegos Olímpicos |
| Año              | Lugar            | Medalla           | Categoría        |
| ---------------- | ---------------- | ----------------- | ---------------- |
| 1960             | Roma (Italia)    | Medalla de bronce | Por equipos      |